# 江南街道 (贵港市)
江南街道，是中华人民共和国广西壮族自治区贵港市港南区下辖的一个乡镇级行政单位。

## 行政区划
江南街道下辖以下地区：
木松岭社区、南江社区和南山社区。